# Valniš
Valniš (cyr. Валниш) – wieś w Serbii, w okręgu pirockim, w gminie Babušnica. W 2011 roku liczyła 48 mieszkańców.